# 下川甲嗣
下川 甲嗣（しもかわ かんじ、1999年1月17日 - ）は、ジャパンラグビーリーグワン東京サントリーサンゴリアスに所属するラグビー選手。日本代表。

## プロフィール
- 福岡県福岡市出身。
- ポジションはロック(LO)、フランカー(FL)。
- 身長 187 cm、体重 106 kg
- 兄は元ラグビー選手(元慶應義塾體育會蹴球部)[1]。
- ジュニア・ジャパンに選ばれたことがある[2]。
- U20日本代表に選ばれたことがある[3]。
- 日本代表キャップは10。（2024年9月21日現在）

## 略歴
4歳の時に草ヶ江ヤングラガーズでラグビーを始めた。
2017年、修猷館高校卒業後、早稲田大学スポーツ科学部に入学。
2020年、3年時に大学選手権で優勝。同年、早稲田大学ラグビー蹴球部副将に就任。
2021年、早稲田大学スポーツ科学部卒業後、サントリーサンゴリアス(現・東京サントリーサンゴリアス)に加入。同年4月11日にジャパンラグビートップリーグ第7節NTTコミュニケーションズシャイニングアークス戦の後半22分に途中出場で公式戦初出場を果たし、直後の後半23分に公式戦初トライを奪った。
2022年10月29日に行われたリポビタンDチャレンジカップ2022ニュージーランド戦にて途中出場で日本代表初キャップを獲得した。